# Sportsnet 360

Logo utilisé jusqu'au 30 juin 2013.

Sportsnet 360 (anciennement The Score) est une chaîne de télévision canadienne sportive spécialisée de catégorie C appartenant à Rogers Sports & Media et diffusant principalement des nouvelles du sport, résultats des matchs, analyses, informations, ainsi que quelques sports en direct. Une bande d'information défilant au bas de l'écran est toujours présente, d'où le nom de la station.

## Histoire
Officiellement lancé en 1994, Sportscope était un canal alphanumérique ininterrompu qui ne faisait qu'afficher les résultats sportifs, tables, actualités et paris sportifs, accompagné de musique rétro, distribué sur le câble dans 7 provinces. Dans ce format, elle n'avait pas besoin de licence.
Après avoir reçu une licence auprès du CRTC en 1996 pour le service Sportscope Plus, Sportscope Television Network a lancé le service sous le nom de Headline Sports au mois de mai 1997, remplaçant le précédent service Sportscope, dans un format de bloc de 15 minutes avec présentateur qui consacré aux faits saillants vidéo des événements sportifs ainsi qu'à l'affichage textuel et graphique de résultats et de calendriers sportifs.
Au mois de mars 2000, le CRTC approuve la demande de Headline Sports afin de diffuser des sports en direct, à la condition de conserver l'information défilant au bas de l'écran et d'interrompre toutes les 15 minutes afin de fournir les résultats sportifs. Afin de célébrer le changement et d'éviter d'entrer en conflit avec le segment "Headline Sports" de CNN Headline News, la chaîne a opté de changer de nom pour The Score dans le courant de l'année.
The Score a lancé une version haute définition le 15 octobre 2009.
Depuis que le CRTC a permis la libre concurrence des chaînes sportives et d'informations depuis septembre 2011, les prix d'acquisition des droits sur les événements sportifs sont de plus en plus chers, Score Media a annoncé la vente de la chaîne le 22 septembre 2011. Rogers Media s'en est porté acquéreur et le CRTC a approuvé la transaction le 30 avril 2013.
The Score est devenu Sportsnet 360 le 1er juillet 2013.

## Programmation
La chaîne diffuse la lutte de la WWE (Raw, Smackdown, NXT), du MMA, du basketball de la NBA, du football de la NCAA, du hockey de la NHL, ainsi que du poker.

## The Score Satellite Radio
The Score a lancé une chaîne radio sportive sur Sirius Satellite Radio au canal 158. Elle a cessé ses activités le 1er septembre 2011.